# Национальный день Саудовской Аравии
Национальный день Королевства Саудовская Аравия (араб. اليوم الوطني للمملكة العربية السعودية‎ — Аль-Яом аль-Ватани) — 23 сентября — Национальный праздник Саудовской Аравии.
23 сентября знаменует объединение Неджда и Хиджаза. В 1932 году эти два региона стали единым Королевством Саудовская Аравия во главе с королем Абдул-Азиз Аль Сауд.

## Официальный отпуск

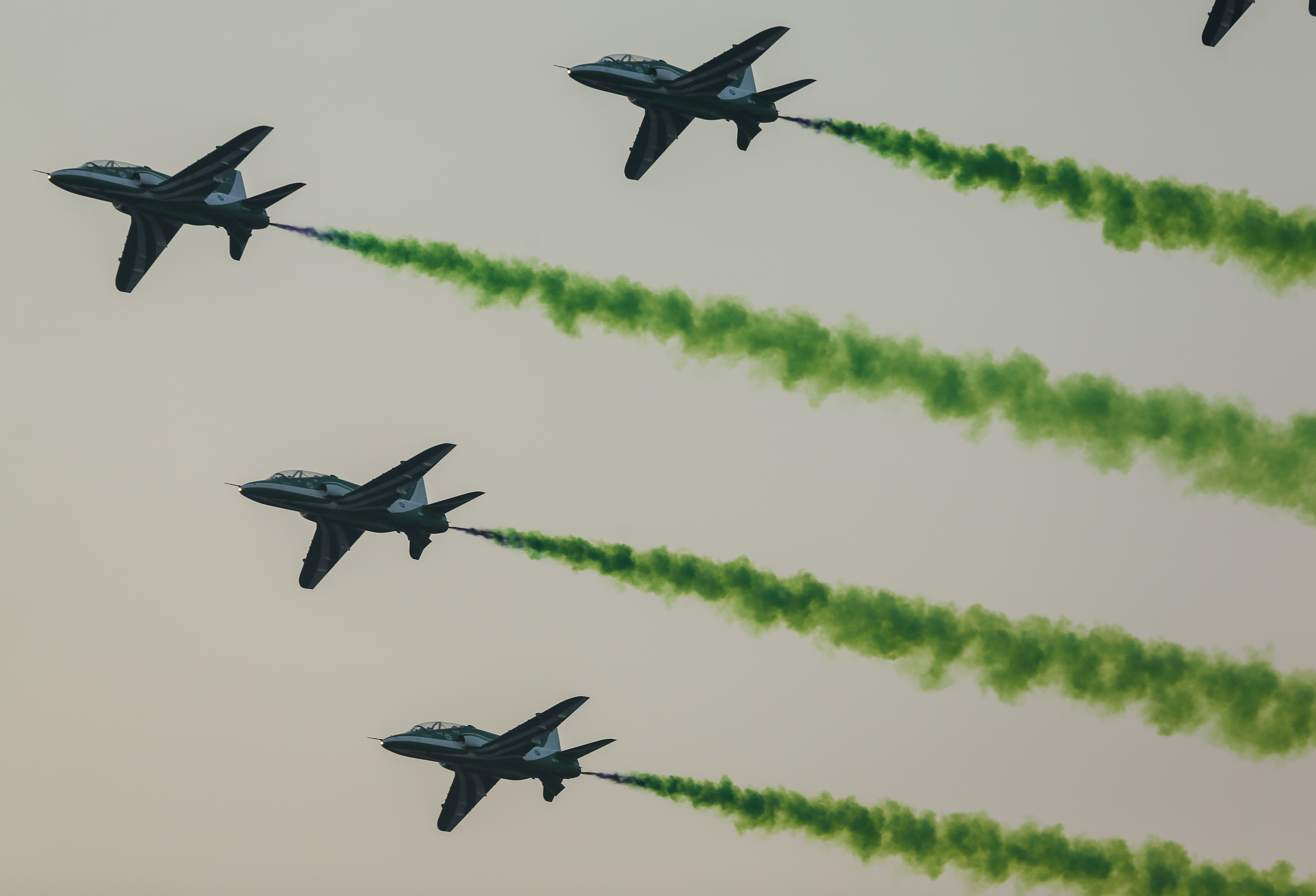
Празднование летающего отряда "Саудовские Ястребы" в 88-й Национальный день Саудовской Аравии в 2018 г.

В 2005 году король Абдалла бин Абдул-Азиз Аль Сауд объявил Национальный день официальным праздником, начиная с 75-го национального праздника Саудовской Аравии, который совпал с этим годом. соответствии с нормативными актами о кадровых ресурсах государственной службы, связанных с отпусками, пункт «B» статьи 127 предусматривает следующее:

Национальный праздник: (первый) день Весов, начало солнечного года хиджры, соответствующее 23 сентября григорианского года. Если Национальный день выпадает на субботу, он должен быть компенсирован до следующего воскресенья, а если он выпадает на пятницу, он должен быть компенсирован до четверга перед ним.
Статья 128 постановления гласит:

Если один рабочий день приходится на два официальных отпуска, этот день считается официальным праздником.
Во многих случаях национальный праздник Саудовской Аравии длится более одного дня.

## Логотип
В 2018 году Министерство информации впервые выступило с лозунгом Национального дня.